# Ganzurino (wieś)
Ganzurino (ros. Ганзурино) – wieś w Rosji, w Buriacji, w rejonie iwołgińskim. W 2010 liczyła 429 mieszkańców.